# Nepismenost
Nepismenost ili analfabetizam je nepoznavanje pisma, neupućenost u vještinu čitanja i pisanja. Kriterij po kojem se neka osoba svrstava u nepismeno stanovništvo različit je od države do države. Negdje se smatra da je nepismena ako ne zna čitati ili pisati, a negdje ako ne zna čitati i pisati. U nekim državama, kao što su Japan, Hong Kong i Gvajana, osoba se smatra nepismenom ako ne posjeduje osnovno obrazovanje. UNESCO svojom rezolucijom iz 1958. preporučuje da se nepismenima nazivaju ljudi koji ne znaju pročitati ili napisati jednostavan tekst u vezi sa svakidašnjim životom. Najviše je nepismenih u Aziji, najnepismenije je stanovništvo Afrike, jer pojedine države imaju veoma visoku stopu nepismenosti.
Oko 20 % svjetske populacije je nepismeno.
U Hrvatskoj je val opismenjavanja počeo 1945. Nepismeni danas u Hrvatskoj čine 0,8 % stanovništva.

## Vanjske poveznice
- Pismenost